# My Summer of Love
My Summer of Love è un film del 2004 diretto da Paweł Pawlikowski, basato sul romanzo La mia estate d'amore di Helen Cross. La pellicola ha vinto il premio BAFTA al miglior film britannico (Alexander Korda).

## Trama
Yorkshire. Mona e Tamsin sono due adolescenti di estrazione sociale differente. La prima viene dalla classe operaia, con un fratello ex alcolista, uscito di prigione, che ha riconvertito il suo pub in un circolo religioso fortemente osservante. Tamsin, in vacanza nella cittadina, è invece la turbata figlia di un membro del parlamento britannico, la quale dichiara di avere una sorella anoressica morta suicida, destino che avrebbe seguito se non fosse avvenuto l'incontro con la coetanea.
Mona crede di aver trovato un amore sincero, ma ben presto scopre che Tamsin le ha mentito sin dall'inizio, che la sorella è viva e sta bene e che i sentimenti dell'altra sono una pura recita in quanto, come da lei ammesso, è dotata di una grande fantasia. Mona, adirata, quasi la annega in un torrente.

## Riconoscimenti
- BAFTA: Premio Alexander Korda
- Festival di Cabourg 2005: Grand Prix e Prix de la Jeunesse